# Ava (película de 2020)
Ava es una película de suspenso y acción estadounidense de 2020 dirigida por Tate Taylor y escrita por Matthew Newton. La película está protagonizada por Jessica Chastain, John Malkovich, Common, Geena Davis, Colin Farrell, Ioan Gruffudd y Joan Chen.
Ava se estrenó en cines en Hungría el 2 de julio de 2020, y en los Estados Unidos se estrenó a través de DirecTV Cinema el 27 de agosto de 2020, seguido de un lanzamiento limitado en cines y vídeo bajo demanda el 25 de septiembre de 2020 por Vertical Entertainment.

## Argumento
Ava es una asesina mortal que trabaja para una organización de operaciones encubiertas que viaja por todo el mundo y se especializa en asesinatos de alto perfil. Cuando un trabajo sale peligrosamente mal, se ve obligada a luchar por su propia supervivencia.

## Reparto
- Jessica Chastain como Ava Faulkner.
- Colin Farrell como Simon.
- Geena Davis como Bobbi Faulkner, madre de Ava.
- Common como Michael, exprometido de Ava.
- John Malkovich como Duke.
- Christopher Domig como Gunther.
- Joan Chen como Toni.
- Diana Silvers como Camille.
- Jess Weixler como Judy Faulkner, hermana de Ava.
- Ioan Gruffudd como Peter Hamilton.
- Joe Sobalo Jr. como Alejandro.
- Michel Muller como Teddy.

## Producción
Ava fue el primer trabajo realizado por la productora de Chastain creada en 2016 Freckle Films. En agosto de 2018, se informó que Tate Taylor había sido contratado para dirigir la película Eve, reemplazando a Matthew Newton, acusado de maltratar a dos de sus exnovias. En septiembre de 2018, Colin Farrell, Common y John Malkovich se unieron al elenco de la película. En octubre de 2018, Christopher Domig, Diana Silvers, Geena Davis, Joan Chen y Jess Weixler se unieron al elenco de la película. En noviembre de 2019, se anunció que la película había sido retitulada Ava.

### Rodaje
La fotografía principal comenzó el 24 de septiembre de 2018 en Boston.

## Lanzamiento
La película se estrenó en Hungría el 2 de julio de 2020. Fue lanzado en los Estados Unidos a través de DirecTV Cinema el 27 de agosto de 2020, seguido de vídeo bajo demanda (VBD) el 25 de septiembre de 2020 por Vertical Entertainment. Recibió un lanzamiento en DVD y Blu-ray en Australia el 2 de septiembre de 2020 por Madman Entertainment.

## Recepción

### Respuesta crítica
En Rotten Tomatoes, la película tiene un índice de aprobación del 19% sobre la base de 26 reseñas, con una calificación promedio de 4.28/10. En Metacritic, a la película se le asignó una puntuación media ponderada de 39 sobre 100, según ocho críticos, lo que indica «críticas generalmente desfavorables».
Guy Lodge of Variety escribió que «la película proporciona un escaparate adecuado para la destreza inesperada de su productora-estrella como heroína de acción; sin embargo, el guion escaso y cliché de Matthew Newton hace que toda la empresa se sienta más como un piloto de serie de rango medio que un vehículo para una estrella importante». Escribiendo para The Hollywood Reporter, Boyd van Hoeij dijo que «Chastain es absolutamente convincente en otro papel duro como las uñas. Si el público se queda con la película, es en gran parte gracias a su carisma de estrella de cine, lo que casi compensa la trama cada vez más ridícula. Malkovich y Farrell parecen entender que son talentos de primera en papeles de películas de serie B, y disfrutan de la oportunidad».

### Taquilla y VBD
En Hungría, la película recaudó $ 31 820 en 59 salas de cine en su primer fin de semana, terminando primera en la taquilla. Al 4 de octubre de 2020, la película ha recaudado un total de $ 2.6 millones en todo el mundo.
En su fin de semana de debut en los Estados Unidos, Ava fue la película más alquilada en Apple TV y Google Play, y la segunda en FandangoNow. En su segundo fin de semana, la película fue primer lugar en Apple TV, Google Play y Spectrum, y se mantuvo en segundo lugar en FandangoNow. IndieWire describió el desempeño de Ava como «el mejor desempeño para un título no premium en los seis meses que cubrimos el desempeño semanal de VBD».

## Controversia
En agosto de 2018, la producción generó críticas debido a Matthew Newton, quien en ese momento estaba destinado a dirigir la película, después de haber sido acusado de múltiples denuncias de agresión y violencia doméstica. Además de las acusaciones, también se declaró culpable de agredir a Brooke Satchwell, su entonces novia. Jessica Chastain, una firme defensora del movimiento Me Too, fue acusada de hipocresía por trabajar con Newton. Newton finalmente fue apartado de la dirección de la película y reemplazado por Tate Taylor. Newton todavía es acreditado como escritor de la película.